# Liste der Einträge im National Register of Historic Places im Doddridge County
Diese Liste der Einträge im National Register of Historic Places im Doddridge County enthält alle im Doddridge County, West Virginia in das National Register of Historic Places eingetragenen Gebäude, Bauwerke, Objekte, Stätten oder historischen Distrikte.
Diese Liste entspricht dem Bearbeitungsstand des National Park Service/National Register of Historic Places vom 27. September 2024.

## Legende
| NRHP | Historic Place             |
| HD   | National Historic District |

## Aktuelle Einträge
| [ 2 ] | Name                                     | Bild                                     | Eintragsdatum                 | Lage | Ort          | Beschreibung |
| ----- | ---------------------------------------- | ---------------------------------------- | ----------------------------- | --- | ------------ | ------------ |
| 1     | Center Point Covered Bridge              | weitere Bilder                           | 29. Aug. 1983 ID-Nr. 83003235 | County Route 10, nördlich der der West Virginia Route 23 39° 23′ 22″ N, 80° 38′ 4″ W                      | Center Point |              |
| 2     | Lathrop Russell Charter House            | Lathrop Russell Charter House            | 25. März 1993 ID-Nr. 93000219 | 109 High St. 39° 17′ 39″ N, 80° 46′ 23″ W                                                                 | West Union   |              |
| 3     | Doddridge County Courthouse              | Doddridge County Courthouse              | 18. März 1982 ID-Nr. 82004316 | Court Sq. 39° 17′ 39″ N, 80° 46′ 28″ W                                                                    | West Union   |              |
| 4     | Gamsjager-Wysong Farm                    |                                          | 4. Sep. 1986 ID-Nr. 86002181  | County Route 66 39° 7′ 28″ N, 80° 41′ 33″ W                                                               | St. Clara    |              |
| 5     | Krenn School                             | Krenn School                             | 29. März 1989 ID-Nr. 89000181 | County Route 66/Little Buck Run Rd. 39° 7′ 25″ N, 80° 41′ 26″ W                                           | New Milton   |              |
| 6     | Silas P. Smith Opera House               | Silas P. Smith Opera House               | 25. Juli 2001 ID-Nr. 01000788 | 117 Court St. 39° 17′ 38″ N, 80° 46′ 30″ W                                                                | West Union   |              |
| 7     | W. Scott Stuart House                    | W. Scott Stuart House                    | 25. März 1993 ID-Nr. 93000220 | 104 Chancery St. 39° 17′ 38″ N, 80° 46′ 28″ W                                                             | West Union   |              |
| 8     | West Union Downtown Historic District    | West Union Downtown Historic District    | 22. Mai 2003 ID-Nr. 03000458  | zwischen der Baltimore und Ohio Railroad line, der Court St. und Cottage St. 39° 17′ 41″ N, 80° 46′ 31″ W | West Union   |              |
| 9     | West Union Residential Historic District | West Union Residential Historic District | 14. Dez. 2010 ID-Nr. 10001029 | zwischen der Court St., Stuart St., Wood St. und Garrison Avenue 39° 17′ 35″ N, 80° 46′ 33″ W             | West Union   |              |